# Claudia Hernández de Valle Arizpe
Claudia Hernández de Valle Arizpe (Ciudad de México, 19 de junio de  1963). Es una poeta y ensayista mexicana. Ha publicado catorce libros de poesía, uno de narrativa y seis de ensayo, tres de ellos en coautoría. Poemas suyos aparecen en antologías de México y del extranjero.

## Trayectoria
Es licenciada en lenguas y literatura hispánicas por la Universidad Nacional Autónoma de México (UNAM). Tiene publicados doce libros de poesía y cinco de ensayo (tres de estos últimos en coautoría). En 1997 obtuvo el Premio Nacional de Poesía Efraín Huerta por su libro Deshielo. Poemas suyos aparecen en antologías de México y del extranjero, y han sido traducidos al inglés, francés, neerlandés y chino mandarín, entre otros idiomas. Por Perros muy azules, con ediciones en República Dominicana (Ministerio de Cultura) y México (Ediciones Era) obtuvo el Premio Iberoamericano de Poesía Jaime Sabines para Obra Publicada 2010. Ganó el VII Certamen Internacional Sor Juana Inés de la Cruz 2015, en poesía, por A salvo de la destrucción. Ha sido tutora de Jóvenes Creadores del Fondo Nacional para la Cultura y las Artes (Fonca) en poesía y Coordinadora Cultural de La Casa del Poeta “Ramón López Velarde” en la Ciudad de México. Ha sido miembro del Sistema Nacional de Creadores de Arte (en dos períodos) y maestra en varios centros académicos.

### Poesía
- Trama de arpegios, UNAM, Col. El Ala del Tigre, México, 1993.[5]
- Otro es el tiempo, Instituto Chiapaneco de Cultura, Tuxtla Gutiérrez, Chiapas, 1993; reeditado en julio de 1998 en Colombia en la colección Embalaje, con diseño de Omar Rayo.
- Sotavento, Ed. Praxis, Col. Cuarto Creciente, México, 1994.
- Hemicránea, Juan Pablos Editor y Ediciones sin Nombre, México, 1998.[6]
- Deshielo, Conaculta, Col. Práctica Mortal, México, 2000 (Premio Nacional de Poesía Efraín Huerta).[1]
- Sin biografía, FCE, Fondo de Cultura Económica, Col. Letras Mexicanas, México, 2005.[7]
- Perros muy azules, Ministerio de Cultura, Santo Domingo, Rep. Dominicana, 2010 (Premio Iberoamericano de Poesía Jaime Sabines para Obra Publicada).[8][9]
- Perros muy azules, ed. Era/UNAM, México, 2012.[10]
- Lejos, de muy cerca, ed. Parentalia, Col. Fervores, México, 2012.[11]
- México-Pekín, Conaculta, Col. Práctica Mortal, México, 2013.[12]
- Ninguna foto es fija, ediciones Papeles Privados, México, 2015.[13]
- A salvo de la destrucción, Fondo Editorial Estado de México, Col. Letras-Poesía, México, 2016 (ganó el VII Certamen Internacional Sor Juana Inés de la Cruz 2015, en poesía).[14]
- Luz clave, DGP-UNAM, Col. El ala del tigre, México, 2023.[15]
- Gato por liebre, 1.ª ed., Universidad Autónoma Metropolitana, México, 2023.[16]

### Narrativa
Como gato mirando un pájaro, 1ª ed., Narrativa, Edit. Trajín, México, 2024.

### Ensayo
- El corazón en la mira. Análisis e interpretación de Albur de amor de Rubén Bonifaz Nuño, UAM, Col. Cultura Universitaria, México, 1996.[18]
- Porque siempre importa: Sobre comida y cultura, UACM, México, 2009.[19]
- Coautora del libro Agua, barro y fuego: La gastronomía mexicana del sur, Conaculta, Instituto Veracruzano de Cultura y Pinacoteca Editores, con fotografías de Ignacio Urquiza, México, 2000.[20] Segunda edición, corregida y aumentada, Secretaría de Cultura de México, Coordinación Nacional de Desarrollo Cultural Regional, Pinacoteca Editores, con fotografía de Roberto M. Tondopó, México-Italia, 2016.[21] * Coautora del libro La cocina: Una ventana a la gastronomía mexicana, con el capítulo "La comida en la literatura mexicana", Grupo Milenio, México, 2016.[22]
- Coautora del libro Cocina y literatura: Ensayos literarios sobre gastronomía y ensayos gastronómicos sobre literatura, con el capítulo "Literatura y comida o de 'las tremendas nimiedades'", Ana Franco Ortuño (compiladora), Col. Heterodoxos, LOM Ediciones, Santiago de Chile, 2017.[23]
- Coautora del libro Guanajuato a través de su cocina (“Gourmand Awards 2022”, de World Cookbook Fair – Gourmand International, en su edición número 27, en Umea, Suecia), con el capítulo "La comida en la literatura y la pintura de los guanajuatenses. Un dominio del pan y las frutas", Secretaría de Turismo de Guanajuato, México, 2020.[24]
- México, una obra de arte, Fundación BBVA, México, 2021.[25]
- México: Gastronomía y civilización, con el capítulo "La comida en la poesía mexicana moderna: un dominio del pan y la fruta", Fundación BBVA, México, 2022, pp. 602-611.[26]
- Autora de la presentación del libro De la trinchera al sartén, Recetario del exilio español en México, de Maité Laborde, Melinda Ridaura y Maco Sánchez.[27]

### Poemas en antologías
- Reversible Monuments, Contemporary Mexican Poetry, Edited by Mónica de la Torre & Michael  Wiegers, Copper Canyon Press, Port Townsend, Washington, 2002, pp. 304-315.[28]
- 359 Delicados (con filtro), Antología de la poesía actual en México, Selección e introducción: Pedro Serrano y Carlos López Beltrán, LOM Ediciones, Santiago de Chile, 2012, pp. 249-258.[29]
- Antología general de la poesía mexicana: Poesía del México actual, de la segunda mitad del siglo XX a nuestros días, Selección, prólogo y notas de Juan Domingo Argüelles, Edit. Océano, México-España, 2014, pp. 482-487.[30]
- The Other Tiger, Recent Poetry from Latin America, Edited by Richard Gwyn, Seren, Poetry Wales Press, 2016, pp. 354-359.[31]
- Antología esencial de la poesía mexicana: Cien poetas de los siglos XV al XXI, Selección, prólogo y notas de Juan Domingo Argüelles, Col. Hotel de las Letras, Edit. Océano, México-España, 2017, pp. 771-716.[32]
- El Lejano Oriente en la poesía mexicana, Introducción, selección y glosario de Elsa Cross, UAS, UNAM, UANL, Vaso Roto, 2022, pp. 412-417.[33]

## Premios y reconocimientos
- Premio Nacional de Poesía Efraín Huerta por Deshielo.[34]
- Premio Iberoamericano de Poesía Jaime Sabines para Obra Publicada 2010, por Perros muy azules.[35]
- VII Certamen Internacional Sor Juana Inés de la Cruz 2015, en poesía, por A salvo de la destrucción.[36]
- Miembro del Sistema Nacional de Creadores de Arte (en dos períodos).[37]